# San Francisco (huyện)
Huyện San Francisco là một huyện (distrito) thuộc tỉnh Veraguas ở Panama. Theo điều tra dân số năm 2000, huyện này có dân số 9899 người. Huyện San Francisco có diện tích 434  km². Huyện lỵ đóng tại San Francisco.